# Condizione della donna in Israele
All'interno di Israele la parità di genere è stata ufficialmente garantita a partire dalla costituzione del 1948; questo ha permesso alle donne di partecipare da subito attivamente a tutte le sfere della vita pubblica del paese. La dichiarazione d'indipendenza israeliana afferma che "lo Stato... assicurerà completa uguaglianza di diritti sociali e politici a tutti i suoi abitanti senza distinzione di religione, razza o sesso".
La legge israeliana vieta la discriminazione basata sul genere sessuale nel mondo del lavoro imponendo un pari trattamento economico e prevede la "class action" o azione collettiva; tuttavia continuano a sussistere lamentele nei riguardi di forti disparità salariali tra uomini e donne. 
Nel 2012 lo stato d'Israele è stato classificato all'undicesimo posto su 59 tra le nazioni sviluppate per la partecipazione delle donne nel mondo lavorativo; nella stessa indagine il paese si è classificato ventiquattresimo per la proporzione di donne che servono in posizioni dirigenziali.
Il tasso di occupazione nel 2014 per la componente femminile della società ammontava, secondo i dati dell'OCSE, al 64,2%.

## Diritti delle donne
Anche prima della creazione ufficiale dello Stato vi sono state donne che hanno lottato per i loro diritti nella terra che è poi divenuta Israele, ad esempio le donne nel nuovo Yishuv (termine riferentesi al corpo degli ebrei residenti in Palestina prima della fondazione e proclamazione del nuovo Stato): "New Yishuv" si riferisce a coloro che hanno iniziato la costruzione di case al di fuori delle mura della Città Vecchia di Gerusalemme.
Nel 1919 una parte di quelle prime donne crearono a livello nazionale il Nuovo Yishuv (l'Unione delle donne Ebree per la parità di diritti in Eretz Israel) e Rosa Welt-Straus (1856 - 1938), una suffragetta femminista che era immigrata lì in quell'anno, ne venne nominata leader, posizione che ha continuato a sostenere fino alla sua morte.
Nel 1926 il gruppo del giudaismo Haredì o Charedì preferì non affrontare la possibilità di un referendum plebiscitario, lasciando invece all'assemblea dei rappresentanti del Yishuv la questione sulla parità di diritti per le donne; questa fece una dichiarazione ufficiale - ratificata dal mandato del governo l'anno seguente - confermando "la parità di diritti per le donne in tutti gli aspetti della vita civile, politica ed economica all'interno del Yishuv.
Israele è stato poi il terzo paese al mondo ad essere guidato da un primo ministro donna, Golda Meir, mentre nel 2010 la rappresentanza parlamentare delle donne è stata del 18%, superiore alla media del mondo arabo del 6% ed uguale a quella del Congresso degli Stati Uniti d'America; pure si trova ancora molto indietro rispetto alla media del 40% esistente nei paesi scandinavi
Il parlamento israeliano, la Knesset, ha istituito la "Commissione sulla condizione delle donne" per affrontare la questione dei diritti delle donne rimasti disattesi; gli obiettivi dichiarati d'una tal Commissione sono quelli di prevenzione della discriminazione, di combattere la violenza contro le donne e promuoverne la parità in ambito politico, nella vita civile e nel campo educativo. Nel 1988 la Knesset ha approvato una legge contro le molestie sessuali
Nel 2013 il responsabile del Ministero degli affari religiosi nonché rabbino capo ha rilasciato dichiarazioni concernenti gli assistenti ai bagni rituali, mettendo fine alle ispezioni forzate delle donne nei Mikveh.

## Leggi matrimoniali e divorzio
Dal momento dell'istituzione dello Stato la legge israeliana dà la competenza in materia di status personale tra gli ebrei, tra cui il matrimonio e il divorzio, ai tribunali rabbinici.
Già nel 1947 David Ben-Gurion ha concordato sul fatto che l'autorità in materia di matrimonio e divorzio delle persone registrate come ebrei venisse messa nelle mani del Gran Rabbinato d'Israele, ed un accordo è stato firmato in tal senso affermando che (tra l'altro) non venisse alterato lo status quo laico-religioso.
Nel 1953 la Knesset ha promulgato la legge sulla giurisdizione delle corti rabbiniche in materia di matrimonio e divorzio; la sezione 1 della legge stabilisce che "tutte le questioni di matrimonio e divorzio degli ebrei in Israele, sano essi cittadini o semplici residenti, saranno messe sotto la competenza esclusiva dei tribunali rabbinici", mentre la disposizione sostanziale della sezione 2 della stessa legge precisa inoltre che "i matrimoni e divorzi di ebrei sono eseguiti in Israele secondo la legge religiosa ebraica"(din torah)".
Nei tribunali rabbinici, che operano secondo la halakha o "Legge della Torah", ad una donna ebrea è consentito di avviare un procedimento di divorzio, ma il marito deve dare il proprio consenso a rendere finale e conclusiva l'intera procedura; se il marito scompare o si rifiuta di concedere il divorzio, la moglie è considerata una agunah (letteralmente "donna incatenata") e non può risposarsi o dare alla luce figli legittimi. 
I tribunali rabbinici possono, e talvolta lo fanno, sanzionare un marito che ha rifiutato il divorzio, ma purtuttavia non possono concederlo senza il suo consenso.
Allo stesso modo un musulmano maschio ha il privilegio di poter divorziare dalla propria moglie senza il suo consenso e senza alcuna petizione alla corte; a meno che una donna musulmana non possegga un contratto matrimoniale che preveda circostanze in cui ella possa ottenere il divorzio anche senza il consenso del marito, lei può solo portare una petizione per il divorzio attraverso i tribunali della Sharia, e se il marito decide di rifiutare di dar il proprio consenso, gli è negato il divorzio se assenti determinate condizioni, e quando anche queste sono carenti diventa una donna incatenata, impedendogli così di portare avanti la propria vita basata esclusivamente sul suo genere.
I cristiani in Israele possono chiedere separazioni o divorzi ufficiali solamente attraverso il tribunale ecclesiastico della Chiesa confessionale a cui appartengono; la discriminazione di genere in tali tribunali non è così rigida o codificata come sotto la Sharia o le regolamentazioni rabbiniche ortodosse

## Diritti delle donne arabe
Le donne arabo-israeliane partecipano attivamente nel governo e nella vita pubblica. Nadia Hilou è stata la seconda donna arabo-israeliana a servire alla Knesset.

## La salute delle donne
A partire dal 2008 il tasso della mortalità materna nel paese era di 7 ogni 100.000 nascite, uno dei più bassi al mondo. A donne e uomini sono stati dati pari accesso ai servizi di diagnosi e di trattamento per le malattie sessualmente trasmissibili.